# 鹿児島県北西部地震
鹿児島県北西部地震（かごしまけんほくせいぶじしん）は、1997年（平成9年）3月26日17時31分47秒(JST)に鹿児島県薩摩地方で発生したM6.6の地震、あるいは同年5月13日14時38分28秒(JST)に（北緯31度56.9分、東経130度18.1分、深さ9km）を震源として発生したM6.4の地震。前者に対して後者を第2鹿児島県北西部地震と呼称することもある。

## 概要
1997年3月26日に鹿児島県北西部でM6.6の地震が発生した。負傷者31人、住家全壊2棟の被害があり、鹿児島県川内市（現:薩摩川内市）で最大震度5強を観測した。約1か月の5月13日に3月の地震の震央の近傍でM6.4の地震が発生。負傷者43人、住家全壊4棟の被害があり、川内市で最大震度6弱を観測した。この2つの地震はともに北東-南西方向に圧縮軸、北西-南東方向に張力軸を持つ横ずれ断層型で、メカニズムが類似しているが余震域の分布が異なり、後者は前者に誘発された可能性がある（後述）。これらの地震によって、負傷者74人、総額200億円の被害を出した。

## 3月26日の地震

### メカニズム
北東-南西方向に圧縮軸、北西-南東方向に張力軸を持つ横ずれ断層型で、地震の規模を示すMは6.6（Mw 6.1）だった。余震が東西方向に長さ約15kmにわたって存在することから、この東西方向の断層運動によって引き起こされた地震と考えられている。本震はこの余震域のほぼ中央で発生した。4月3日にM5.7（Mw 5.5、最大震度5強）、4月5日にM5.2（最大震度5弱）が発生するなど初期は余震活動が活発であったが、余震活動は本震-余震型の推移をたどり順調に減少していた。
震央の北東では1994年2月にほぼ同じ発震機構でM5.7の地震が発生していた。

### 被害
地盤の弱い川内川沿いの道路や山を掘削して作られた山間道路で落石や崩壊、道路のクラックが発生した。宮之城町や鶴田町では建物の被害が多発した。沿岸部を中心に地盤沈下や液状化現象も発生した。
鹿児島県消防防災課の統計によれば、人的被害は3月26日の地震で重傷者1人、軽傷者30人であり、4月3日の余震で重傷者1人、軽傷者5人だった。

### 各地の震度
震度4以上を観測した地点は次の通り。
| 震度 | 都道府県 | 観測点名                                                                                   |
| ---- | -------- | ------------------------------------------------------------------------------------------ |
| 5強  | 鹿児島県 | 阿久根市赤瀬川・川内市中郷・宮之城町屋地                                                   |
| 4    | 鹿児島県 | 鹿児島市東郡元町・枕崎市高見町・大口市山野・隼人町内山田                                   |
| 4    | 長崎県   | 小浜町雲仙                                                                                 |
| 4    | 熊本県   | 八代市平山新町・松橋町大野・熊本市京町・人吉市織本町・芦北町芦北・大矢野町上・牛深市牛深町 |
| 4    | 宮崎県   | 都城市菖蒲原                                                                               |

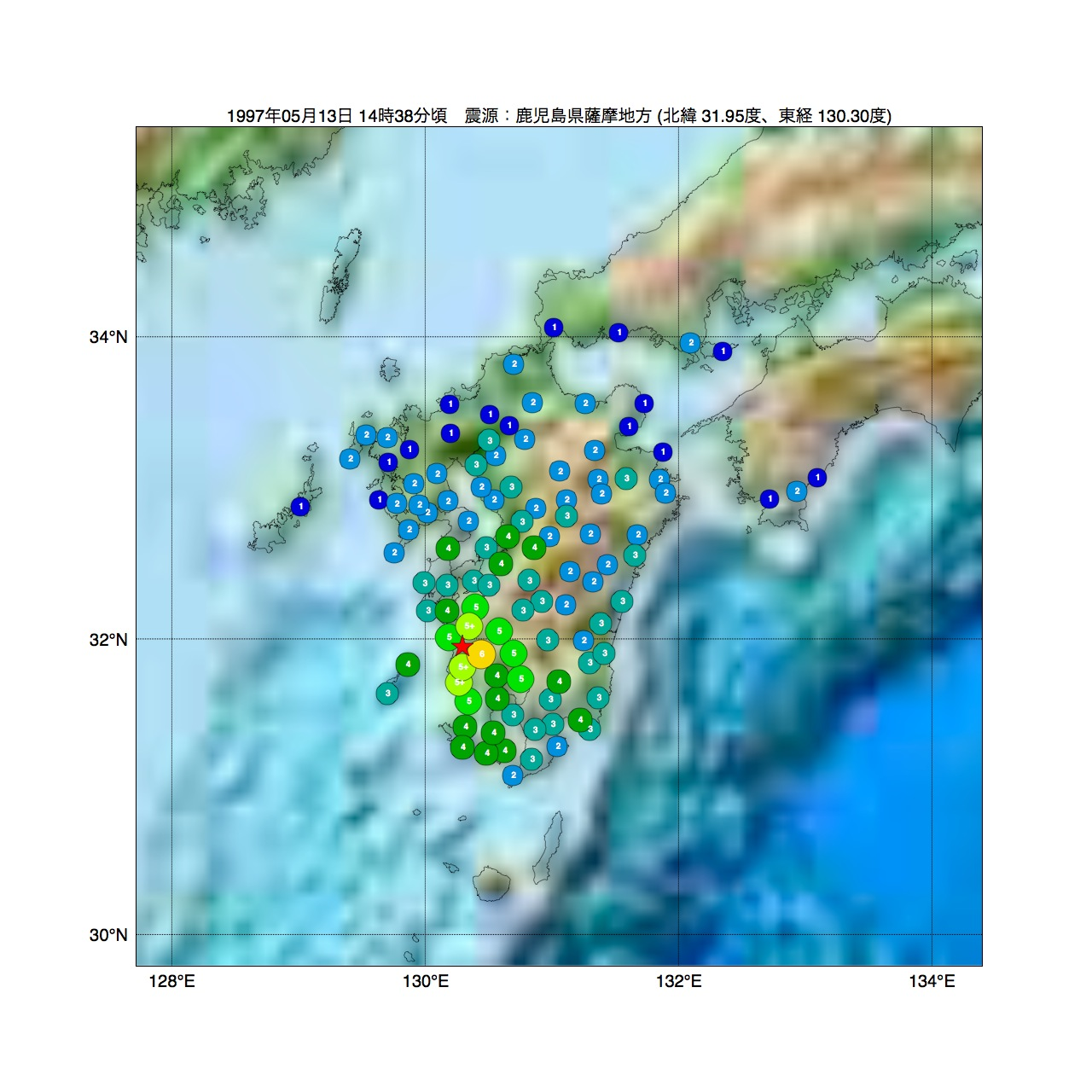
鹿児島県北西部地震の震度分布

防災科学技術研究所が設置した強震観測網によれば阿久根市と宮之城（現:さつま町）で震度6弱相当（計測震度5.5〜5.6）の揺れを観測した。

## 5月13日の地震

### メカニズム
3月26日の地震と同様の北東-南西方向に圧縮軸、北西-南東方向に張力軸を持つ横ずれ断層型で、3月の地震の余震域から外れた地域で発生した。マグニチュードは6.4（Mw 6.2）。気象庁によれば3月の地震とは別の断層によるものとされ、地震調査委員会によれば応力変化などにより3月の地震に引き起こされた可能性があるとされている。3月の地震が東西方向にのみ余震域が広がっていたのに対して、この地震では東西方向に加え南北方向にも明瞭な余震域があり、本震はこの交差付近で発生した。このことから本震は、東西方向または南北方向の横ずれ断層が動いた、あるいはこの両方の断層が同時に動いた可能性がある。

### 被害
3月の地震で被害を受けた場所が今回の地震によってさらに被害が拡大した箇所があった一方、被害があまり拡大しなかった箇所もあった。また、3月の地震ではあまり被害の見られなかった宮之城町の高等学校の校舎が今回の地震によって崩壊するなど、今回の地震単独の被害も見られた。
鹿児島県消防防災課の統計によれば、人的被害は重傷者1人、軽傷者42人だった。

### 各地の震度
震度4以上を観測した地点は次の通り。
| 震度 | 都道府県 | 観測点名                                                                   |
| ---- | -------- | -------------------------------------------------------------------------- |
| 6弱  | 鹿児島県 | 川内市中郷                                                                 |
| 5強  | 鹿児島県 | 宮之城町屋地                                                               |
| 5弱  | 鹿児島県 | 阿久根市赤瀬川                                                             |
| 4    | 熊本県   | 八代市平山新町・松橋町大野・人吉市城本町・芦北町芦北・大矢野町上           |
| 4    | 宮崎県   | 都城市菖蒲原                                                               |
| 4    | 鹿児島県 | 鹿児島市下福元町・鹿児島市東郡元町・枕崎市高見町・大口市山野・隼人町内山田 |

防災科学技術研究所が設置した強震観測網によれば宮之城（現:さつま町）で震度6弱相当（計測震度5.9）の揺れを観測した。